# Santos FC Feminino
Santos FC Feminino – brazylijski klub piłki nożnej kobiet, mający siedzibę w mieście Santos, na południu kraju. Jest sekcją piłki nożnej kobiet w klubie Santos FC.

## Historia
Chronologia nazw:
- 1997: Santos FC Feminino
- 2012: klub rozwiązano
- 2015: Santos FC Feminino

Sekcja piłki nożnej kobiet Santos FC została założona w miejscowości Santos w 1997 roku i już w pierwszym roku dotarła do finału mistrzostw stanu Paulista, ale została pokonana przez São Paulo. W 2007 roku zespół wygrał swój pierwszy i jedyny tytuł mistrza Liga National oraz Puchar Brazylii w następnym roku. Od 2009 do 2012 roku drużyna jest uważana za najlepszą w całej Brazylii dzięki pojawieniu się znanych zawodniczek, takich jak Marta i Cristiane, które zdecydowały się wrócić do Brazylii, aby rozwijać brazylijską piłkę nożną kobiet. Drużyna zawodników, która będzie również podstawą reprezentacji Brazylii. Bez większych obaw klub zdobył mistrzostwo stanu Paulista przez dwa kolejne lata (2010, 2011).
W 2009 zespół debiutował w pierwszej edycji Copa Libertadores Femenina, w finale zwyciężając 9:0 paragwajski Universidad Autónoma z Asunción. W następnym znów triumfował w rozgrywkach Copa Libertadores Femenina, wygrywając 1:0 finał z chilijskim Evertonem. W 2011 klub zwyciężył w Torneio Internacional Interclubes.
W 2012 roku prezes drużyny Luis Oliveira został zmuszony do rozwiązania drużyny żeńskiej i futsalowej ze względu na brak finansowego wsparcia ze strony sponsorów. Jak podają lokalne media, operacja ta byłaby konieczna, aby zgromadzić dodatkowe fundusze i zatrzymać młodą gwiazdę Neymara, którego w tamtym czasie chcieli ściągnąć do siebie FC Barcelona i Real Madryt.
W lutym 2015 roku nowy prezes Modesto Roma Júnior ponownie przywrócił drużynę kobiet, a 14 kwietnia na stadionie Vila Belmiro organizowany jest mecz towarzyski z Portuguesa, który kończy się 1:0 dla mistrzów.
Po założeniu Campeonato Brasileiro de Futebol Feminino w 2013 dopiero w trzeciej edycji startował na najwyższym poziomie. W debiutowym sezonie 2015 zajął trzecie miejsce w grupie 5 i nie awansował do rundy finałowej mistrzostw kraju. 20 lipca 2017 zespół wygrał swój pierwszy tytuł mistrzowski w klasyfikacji generalnej Campeonato Brasileiro, podwójnie pokonując w finale Corinthians (2:0, 1:0).

## Barwy klubowe, strój
|  |  |

Klub ma barwy biało-czarne. Zawodnicy domowe spotkania zazwyczaj grają w białych koszulkach, białych spodenkach oraz białych getrach.

## Sukcesy

### Trofea międzynarodowe
| \| \| Zdobyte trofea w rozgrywkach międzynarodowych (stan na: 31-07-2020) \| |                                                                     |      |            |
| Rozgrywki                                                                    | Osiągnięcie                                                         | Razy | Sezon(y)   |
| Copa Libertadores Femenina                                                   | zdobywca                                                            | 2    | 2009, 2010 |
| Copa Libertadores Femenina                                                   | finalista                                                           | 0    |            |
| FIFA                                                                         | Zdobyte trofea w rozgrywkach międzynarodowych (stan na: 31-07-2020) |      |            |

- Torneio Internacional Interclubes de Futebol Feminino:
  - zwycięzca (1x): 2011
- Copa Mercosul:
  - zwycięzca (1x): 2006

### Trofea krajowe
| \| \| Zdobyte trofea w rozgrywkach Brazylii (stan na: 31-05-2020) \| |                                                             |      |            |
| Rozgrywki                                                            | Osiągnięcie                                                 | Razy | Sezon(y)   |
| Mistrzostwo                                                          | I miejsce                                                   | 1    | 2017       |
| Mistrzostwo                                                          | II miejsce                                                  | 0    |            |
| Mistrzostwo                                                          | III miejsce                                                 | 0    |            |
| Puchar                                                               | zdobywca                                                    | 2    | 2008, 2009 |
| Puchar                                                               | finalista                                                   | 0    |            |
| II liga                                                              | I miejsce                                                   | 0    |            |
| II liga                                                              | II miejsce                                                  | 0    |            |
| II liga                                                              | III miejsce                                                 | 0    |            |
| Brazylia                                                             | Zdobyte trofea w rozgrywkach Brazylii (stan na: 31-05-2020) |      |            |

- Liga Nacional (D1):
  - mistrz (1x): 2007

- Campeonato Paulista de Futebol Feminino:
  - mistrz (4x): 2007, 2010, 2011 e 2018
  - wicemistrz (3x): 2009, 2016, 2017

- Copa Paulista de Futebol Feminino:
  - zdobywca (1x): 2000

## Struktura klubu

### Stadion
Klub piłkarski rozgrywa swoje mecze domowe na Vila Belmiro w Santos o pojemności 16 798 widzów.

## Kibice i rywalizacja z innymi klubami

### Derby
- São Paulo FC Feminino
- São José EC Feminino
- SC Corinthians Paulista Feminino (Clássico Alvi-negro)
- Associação Ferroviária de Esportes Feminino
- Foz Cataratas FC
- EC Iranduba da Amazônia
- SE Palmeiras Feminino (Clássico da Saudade)
- Associação Portuguesa de Desportos Feminino
- AAD Vitória das Tabocas Feminino